# Alberto Maria Fontana
Alberto Maria Fontana (Torino, 2 dicembre 1974) è un procuratore sportivo ed ex calciatore italiano, di ruolo di portiere.
Come l'omonimo ex portiere, è soprannominato Jimmy per via dello stesso cognome del cantante.

## Biografia
Ha due figli: Tommaso e Ludovica. Nel 2005 ha dato vita ad una marca di vestiti, chiamata Abbigliamento Proletario, ed è inoltre titolare di una scuola per giovani portieri, la Fontana-Accorsi. Su di lui è stato scritto il libro-intervista "Il portiere di riserva", ad opera di Marco Mathieu, presentato alla Fiera del Libro di Torino il 12 maggio 2008.
In seguito allo scandalo del calcioscommesse, l'8 maggio 2012 viene deferito dalla Procura federale della FIGC. Il 1º giugno il procuratore federale Stefano Palazzi richiede per lui tre anni e sei mesi di squalifica. Il 18 giugno in primo grado gli viene confermata la squalifica di tre anni e sei mesi. Il 28 novembre 2012 viene assolto con formula piena dal TNAS, assistito dall’avvocato Davide Gatti del foro di Asti. 
Anche suo figlio Tommaso è un portiere che è cresciuto nelle giovanili del Torino.

## Carriera
Nato nel quartiere più granata della città con la casa che si affacciava sullo Stadio Filadelfia, dopo le prime esperienze con le giovanili di Orbassano e Nizza Millefonti, viene notato dalla Juventus, con la cui squadra Primavera vincerà l'edizione del 1994 del Torneo di Viareggio.
Per lui inizia quindi una gavetta che lo porta dapprima all'Aosta nel 1994-1995 nel quale esordisce in Serie C2 giocandovi una sola partita e retrocedendo in Serie D dove Fontana trova spazio da titolare e gioca 34 partite subendo 24 reti. Nel 1996-1997 si trasferisce al Voghera, in Serie C2, gioca 5 partite subendo 4 reti ma l'anno dopo viene promosso a titolare e gioca 33 partite subendo 32 reti. Nel 1998-1999 si trasferisce al Verona in Serie B, subendo 3 reti in 2 partite; nella stagione 1999-2000 gioca una partita subendo una rete nella Reggiana in Serie C1, e poi si trasferisce al Sandonà, dove gioca 9 partite subendo 14 reti.
Il suo girovagare per l'Italia lo porta di anno in anno in una squadra diversa: prima alla Pistoiese nel 2000-2001 in Serie B, dove gioca una partita subendo 3 reti, e poi al Palermo nel 2001-2002, giocando anche qui una sola partita.
Nella stagione 2002-2003 coglie l'occasione per riavvicinarsi a casa e accetta il trasferimento al Torino: il suo cartellino è dapprima in comproprietà con la Roma, venendo successivamente riscattato a titolo definitivo. Esordisce in Serie A il 24 maggio 2003 all'ultima giornata di campionato, a Como contro i lariani, sostituendo Stefano Sorrentino al 63' e a sei minuti dalla fine subisce la rete della sconfitta che condannerà il Toro all'ultimo posto in classifica.
Nel 2003-2004 gioca 4 partite subendo 5 reti, e nel 2004-2005 gioca 2 partite subendo 2 reti.
Nell'estate 2005, dopo il fallimento del Torino, è stato il primo giocatore a firmare per il Torino Football Club, creato dai "lodisti" Marengo e Rodda. Insieme a Tommaso Vailatti è stato l'unico ad accettare questa condizione.
Nel 2006-2007 non gioca alcuna partita. Nel 2006-2007 dopo la promozione in Serie A del neonato Torino FC, gioca l'ultima partita di campionato a salvezza appena raggiunta, subentrando a Taibi, contro l'Inter: nonostante la sconfitta per 3-0 non subisce nessuna rete. Nell'estate 2007 con l'arrivo di Walter Novellino e del nuovo staff tecnico sulla panchina granata, il Torino acquista Matteo Sereni come primo portiere granata, rendendo Fontana il suo vice.
Il 19 agosto 2007 il suo apporto è decisivo alla conquista del "Trofeo del Centenario", partita-finale celebrativa dei festeggiamenti per i 100 anni della società granata contro il Peñarol nella quale para due rigori dopo che i tempi supplementari si erano conclusi sullo 0-0.
L'11 novembre 2007 esordisce in Serie A da titolare in occasione della gara tra Torino e Catania, terminata con il risultato di 1-1. In seguito a un infortunio di Sereni, Fontana ha poi l'occasione di giocare da titolare altre partite nel finale di stagione, distinguendosi per una parata all'ultimo minuto della partita di ritorno contro il Catania, avversaria diretta, che permette al Torino di conseguire una preziosissima vittoria per 2-1. Alla fine di una buona stagione per lui, colleziona 8 presenze con 12 reti subite, e l'anno seguente viene declassato al ruolo di terzo portiere non vedendo mai il campo durante tutto l'arco della stagione, conclusa con la retrocessione dei granata in Serie B dopo tre anni di permanenza nella massima serie. A fine stagione lascia il Torino causa scadenza del contratto.
Il 3 luglio 2009 firma per il Novara, squadra di Lega Pro Prima Divisione. Il 14 gennaio 2010 gioca la partita degli ottavi di finale di Coppa Italia contro il Milan allo Stadio Meazza di San Siro (sconfitta per 2-1), disputando un'ottima partita. In campionato gioca 11 partite (il titolare del ruolo è Samir Ujkani) subendo 9 reti. A fine stagione ottiene con la squadra la promozione in Serie B.
Nella stagione 2010-2011 debutta in campionato alla terza giornata, nella vittoria esterna per 2-0 contro il Cittadella, partita nella quale para anche un calcio di rigore a Tommaso Bellazzini. Chiude la stagione con 7 presenze ed 8 gol subiti nella stagione regolare (chiusa al terzo posto) più una partita e due reti subiti nei play-off che hanno regalato la promozione in Serie A alla squadra la quale ha avuto la meglio sul Padova. Nella successiva stagione in massima serie, che la squadra chiude con la retrocessione, è ancora il secondo di Samir Ujkani, disputando 15 partite viste le tante settimane di indisponibilità del kosovaro; 26 le reti al passivo, a cui si aggiungono i due gol subiti in Coppa Italia nell'unica partita in tale manifestazione.
Ritiratosi dal 2012, in seguito è diventato procuratore sportivo; fra i suoi assistiti si citano i portieri Samir Ujkani, suo grande amico e già suo compagno di reparto ai tempi della militanza nel Novara, Lorenzo Montipò, Vid Belec, Lys Gomis e suo figlio Tommaso.

## Statistiche

### Presenze e reti nei club
| Stagione        | Squadra         | Campionato      | Campionato | Campionato | Coppe nazionali | Coppe nazionali | Coppe nazionali | Coppe europee | Coppe europee | Coppe europee | Altre coppe | Altre coppe | Altre coppe | Totale | Totale | Totale |
| Stagione        | Squadra         | Comp            | Pres       | Reti       | Comp            | Pres            | Reti            | Comp          | Pres          | Reti          | Comp        | Pres        | Reti        | Pres   | Reti   |        |
| --------------- | --------------- | --------------- | ---------- | ---------- | --------------- | --------------- | --------------- | ------------- | ------------- | ------------- | ----------- | ----------- | ----------- | ------ | ------ | ------ |
| 1996-1997       | Voghera         | C2              | 5          | -4         | -               | -               | -               | -             | -             | -             | -           | -           | -           | 5      | -4     |        |
| 1997-1998       | Voghera         | C2              | 33         | -32        | -               | -               | -               | -             | -             | -             | -           | -           | -           | 33     | -32    |        |
| Totale Voghera  | Totale Voghera  | Totale Voghera  | 38         | -36        | -               | -               | -               | -             | -             | -             | -           | -           | -           | 38     | -36    |        |
| 1998-1999       | Verona          | B               | 2          | -3         | CI              | 0               | 0               | -             | -             | -             | -           | -           | -           | 2      | -3     |        |
| 1999-2000       | Reggiana        | C1              | 1          | -1         | CI              | 5               | -10             | -             | -             | -             | -           | -           | -           | 6      | -11    |        |
| 1999-2000       | Sandonà         | C1              | 9          | -14        | CI              | -               | -               | -             | -             | -             | -           | -           | -           | 9      | -14    |        |
| 2000-2001       | Pistoiese       | B               | 1          | -3         | CI              | 0               | 0               | -             | -             | -             | -           | -           | -           | 1      | -3     |        |
| 2001-2002       | Palermo         | B               | 1          | 0          | CI              | 0               | 0               | -             | -             | -             | -           | -           | -           | 1      | 0      |        |
| 2002-2003       | Torino          | A               | 1          | -1         | CI              | 0               | 0               | -             | -             | -             | -           | -           | -           | 1      | -1     |        |
| 2003-2004       | Torino          | B               | 4          | -5         | CI              | 0               | 0               | -             | -             | -             | -           | -           | -           | 4      | -5     |        |
| 2004-2005       | Torino          | B               | 2          | -2         | CI              | 4               | -4              | -             | -             | -             | -           | -           | -           | 6      | -6     |        |
| 2005-2006       | Torino          | B               | 0          | 0          | CI              | 0               | 0               | -             | -             | -             | -           | -           | -           | 0      | 0      |        |
| 2006-2007       | Torino          | A               | 1          | 0          | CI              | 0               | 0               | -             | -             | -             | -           | -           | -           | 1      | 0      |        |
| 2007-2008       | Torino          | A               | 8          | -12        | CI              | 2               | -3              | -             | -             | -             | -           | -           | -           | 10     | -15    |        |
| 2008-2009       | Torino          | A               | 0          | 0          | CI              | 0               | 0               | -             | -             | -             | -           | -           | -           | 0      | 0      |        |
| Totale Torino   | Totale Torino   | Totale Torino   | 16         | -20        | -               | 6               | -7              | -             | -             | -             | -           | -           | -           | 22     | -27    |        |
| 2009-2010       | Novara          | 1D              | 11         | -9         | CI              | 2               | -2              | -             | -             | -             | -           | -           | -           | 13     | -11    |        |
| 2010-2011       | Novara          | B               | 7+1        | -8 + -2    | CI              | 2               | -4              | -             | -             | -             | -           | -           | -           | 10     | -14    |        |
| 2011-2012       | Novara          | A               | 15         | -26        | CI              | 1               | -2              | -             | -             | -             | -           | -           | -           | 16     | -28    |        |
| Totale Novara   | Totale Novara   | Totale Novara   | 33+1       | -43 + -2   | -               | 5               | -8              | -             | -             | -             | -           | -           | -           | 39     | -53    |        |
| Totale carriera | Totale carriera | Totale carriera | 101+1      | -120 + -2  | -               | 16              | -25             | -             | -             | -             | -           | -           | -           | 118    | -154   |        |

## Palmarès

### Club

#### Competizioni giovanili
- Campionato Primavera: 1

Juventus: 1993-1994
- Torneo di Viareggio: 1

Juventus: 1994

#### Competizioni nazionali
- Campionato italiano di Serie B: 1

Hellas Verona: 1998-1999
Torino: 2004-2005 (fallimento finanziario)
- Lega Pro Prima Divisione: 1

Novara: 2009-2010
- Supercoppa di Lega Prima Divisione: 1

Novara: 2010